# Тьофукудзі (Мімасака)

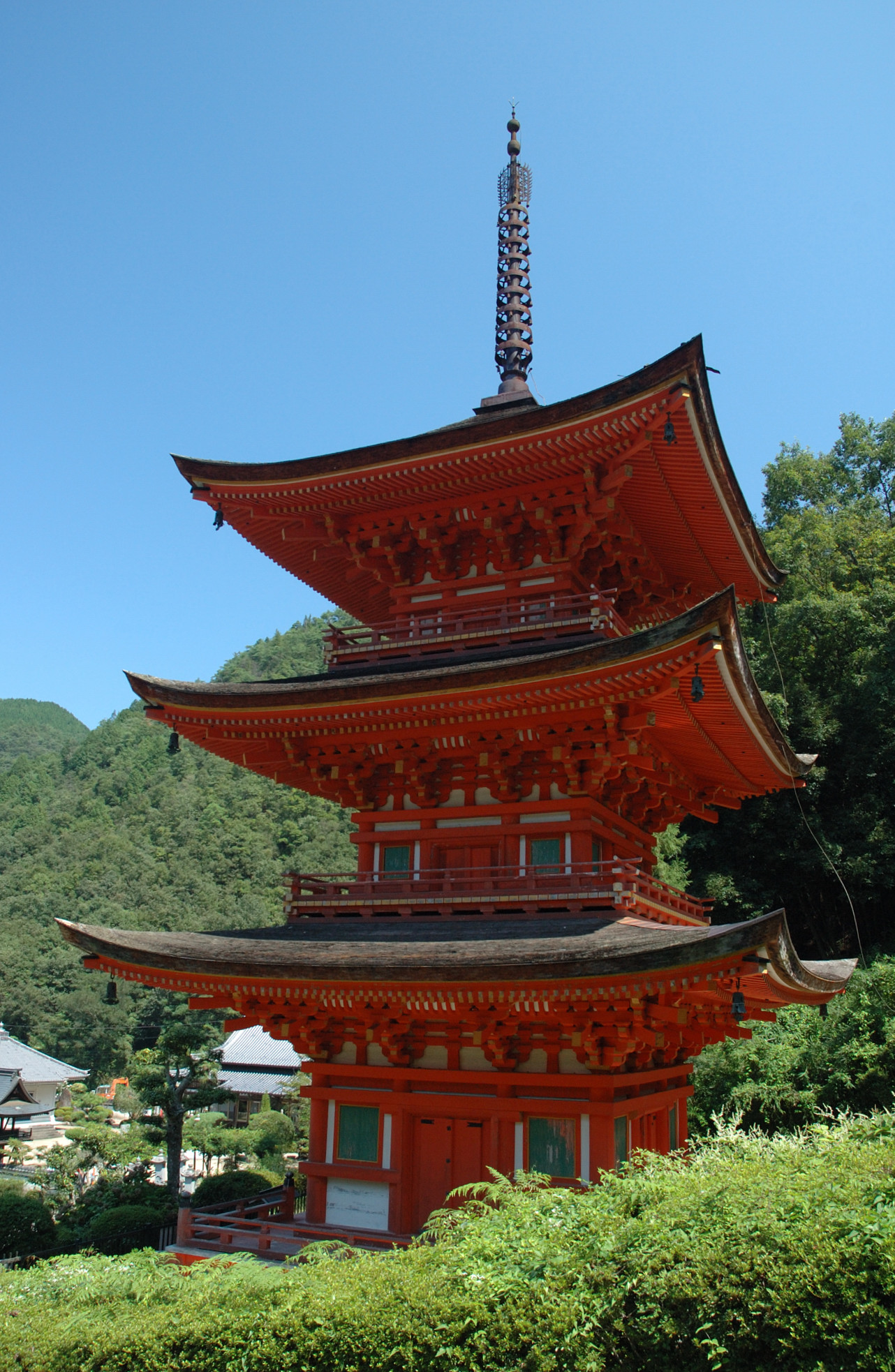
Триярусна пагода «Храму вічного щастя» — цінне культурне надбання Японії.

Тьофукудзі (яп. 長福寺, ちょうふくじ, тьоффуку-дзі, «храм вічного щастя») — буддистський храм секти Сінґон відгалуження Омуро у місті Мімасака префектури Окаяма, Японія. Буддистська назва — Сінмокудзан (真木山, Гора справжніх дерев). Офіційна повна назва — Сінмокудзан Хання-ін Тьофукдзі (真木山 般若院 長福寺, Гора справжніх дерев, павільйон просвітленої мудрості, храм вічного щастя). Триярусна пагода храму зарахована до цінних культурних надбань Японії і є найдавнішою дерев'яною спорудою на території префектури Окаяма. Разом з пагодою до цінних культурних надбань зарахований головний об'єкт поклоніння храму — дерев'яна статуя бодхісаттви одинадцятиликої Каннон.

## Історія
Згідно з храмовим переказом храм було засновано 757 року (1 року Тенпьо Ходзі) китайським монахом Кандзіном за указом японського імператора Кокена для моліннь за вічність монаршої династії і стабільність в державі. Подібна легенда відображена у джерелах XVII–XIX століття, проте достовірних відомостей про історію храму немає аж до середньовіччя. Храм розташовувався на горі Макіяма (真木山), що дала йому свою назву, але згодом був переміщенний до підніжжя цієї гори.
У XII столітті храм занепав, однак у 1285 році був відбудований монахами секти Тендай як монастир. В часи свого найбільшого розквіту при Тьофукудзі налічував близько 65 монахів. Наприкінці XIV століття він перейшов до секти Сінґон.
У період Едо (1603–1868) Тьофукудзі нараховував 40–20 монахів. У середині XIX століття японський уряд розпочав кампанію проти засилля буддизму в країні і розділив монастир на чотири окремі храми. Проте після пожежі 1876 року, коли три внутрішні храми згоріли, залишився лише один, який сьогодні відомий як Тьофукудзі. До XIX століття жінкам заборонялося відвідувати його, однак у 1818–1829 це табу було знято.
У 1928 році храм частково перемістили з вершини гори Макіяма до її підніжжя. У 1951 році решту споруд Тьофукудзі, що були залишені на вершині, остаточно встановили на рівнині під горою. Серед них була відома триярусна пагода.